# 片岡真実
片岡 真実（かたおか まみ、1965年 - ）は、日本のキュレーター。森美術館館長、京都芸術大学大学院教授。国立アートリサーチセンター長。元国際美術館会議（CIMAM）会長。ICA Kyoto所長。

## 経歴
1965年に愛知県名古屋市で生まれる。一宮市立向山小学校、一宮市立南部中学校、愛知県立一宮西高等学校を経て、1988年に愛知教育大学教育学部（美術科）を卒業。1992年よりニッセイ基礎研究所に勤務。1997年より東京オペラシティアートギャラリー・チーフキュレーターを経て、2003年に森美術館に入る。2009年にチーフ・キュレーター、2018年10月から副館長を兼任し、南條史生館長の退任を受け、2020年1月から館長を務める。
2012年に第9回光州ビエンナーレ共同芸術監督、2018年にシドニー・ビエンナーレ総合ディレクターを歴任。2020年から2022年まで国際美術館会議（CIMAM）会長を務める。2020年11月11日には、2022年にあいちトリエンナーレから名称を変えて開催予定の新芸術祭「あいち2022」の芸術監督に選任されている。2022年文部科学省日本ユネスコ国内委員会委員。同年西洋美術振興財団賞学術賞受賞。2023年に初代国立アートリサーチセンター長に就任。
これまでに小沢剛、会田誠、アイ・ウェイウェイなどの個展を手がけた。

## 企画した主な展覧会
- 「オラファー・エリアソン展：相互に繋がりあう瞬間が協和する周期」（麻布台ヒルズ、2023年）

### 東京オペラシティアートギャラリー
- 「感覚の解放」（1999年）
- 「MEGA DEATH: shout! shout! count!」（2000年）
- 「出会い展」（2001年）

### 森美術館
- 「アイ・ウェイウェイ展─何に因って？」（2009年）[13]
- 「会田誠展：天才でごめんなさい 」（2012年）[14]
- 「N・S・ハルシャ展」（2016年）[15]
- 「塩田千春展：魂がふるえる」（2019年）[16]
- 「アナザーエナジー展：挑戦しつづける力―世界の女性アーティスト16人」（2021年、マーティン・ゲルマンとの共同企画）[17]
- 「ヘザウィック・スタジオ展：共感する建築」」（2023年）
- 「ワールド・クラスルーム：現代アートの国語・算数・理科・社会」（2023年）

## 出演
- NHKアカデミア「片岡真実 （キュレーター） 生きるヒントが、ここに。」（2023年7月5日、NHK Eテレ）[18]